# Газа
Газа (арап. غزة []; хебр.  []) је највећи град у Појасу Газе који је део Палестине. Налази се на обали Медитерана и има око 400000 становника. Велики део популације чине Палестинске избеглице. Град има дугу историју која сеже до 2000. године п. н. е. У граду се налази велики број значајних грађевина од којих се издваја џамија Ал Омари из 12. века, као и црква Светог Порфирија из 4. века.
Овде се налази већи број археолошких налазишта из дуге историје. Међу њима су и остаци манастира Светог Илариона који се простиру на два хектара, а откривени су 1999. године.

## Географија
Газа је смештена 78 km југозападно од Јерусалима, 71 km јужно од Тел Авива и 30 km северно од Рафе. Историјски центар Газе лежи на ниском брежуљку (14 m), већи део данашњег града простире се по равници испод центра, који се растегао према северу и истоку. Лука и плажа Газе удаљене су 3 km у смеру запада. Највећи проблем Газе је недостатак питке воде, подземне воде су једини, али данас недостатни извор, најближи водоток Вади Газа има воде само зими, а лети пресуши.

### Клима
Газа има врућу полуаридну климу (Кепен: BSh), медитеранских карактеристика, са благим кишовитим зимама и сувим врућим летима. Пролеће стиже око марта – априла, а најтоплији месеци су јул и август, са просечном највишом температуром од 33 °C (91 °F). Најхладнији месец је јануар са температурама обично од 18 °C (64 °F). Кише је мало и углавном пада између новембра и марта, са годишњим стопама падавина приближно од 390 mm (15 in).
| Клима Газе                    | Клима Газе  | Клима Газе  | Клима Газе  | Клима Газе  | Клима Газе  | Клима Газе  | Клима Газе  | Клима Газе  | Клима Газе  | Клима Газе  | Клима Газе  | Клима Газе  | Клима Газе    |
| Показатељ \ Месец             | .Јан.       | .Феб.       | .Мар.       | .Апр.       | .Мај.       | .Јун.       | .Јул.       | .Авг.       | .Сеп.       | .Окт.       | .Нов.       | .Дец.       | .Год.         |
| ----------------------------- | ----------- | ----------- | ----------- | ----------- | ----------- | ----------- | ----------- | ----------- | ----------- | ----------- | ----------- | ----------- | ------------- |
| Максимум, °C (°F)             | 18,3 (64,9) | 18,9 (66)   | 21,1 (70)   | 24,4 (75,9) | 27,2 (81)   | 29,4 (84,9) | 30,6 (87,1) | 31,7 (89,1) | 30,6 (87,1) | 28,9 (84)   | 25,0 (77)   | 20,6 (69,1) | 25,6 (78,1)   |
| Просек, °C (°F)               | 13,9 (57)   | 14,5 (58,1) | 16,4 (61,5) | 19,1 (66,4) | 21,8 (71,2) | 24,5 (76,1) | 26,0 (78,8) | 27,0 (80,6) | 25,6 (78,1) | 23,3 (73,9) | 19,8 (67,6) | 16,1 (61)   | 20,67 (69,19) |
| Минимум, °C (°F)              | 9,4 (48,9)  | 10,0 (50)   | 11,6 (52,9) | 13,8 (56,8) | 16,4 (61,5) | 19,5 (67,1) | 21,4 (70,5) | 22,2 (72)   | 20,5 (68,9) | 17,7 (63,9) | 14,5 (58,1) | 11,6 (52,9) | 15,7 (60,3)   |
| Количина падавина, mm (in)    | 104 (4,09)  | 76 (2,99)   | 30 (1,18)   | 13 (0,51)   | 3 (0,12)    | 1 (0,04)    | 0 (0)       | 1 (0,04)    | 3 (0,12)    | 18 (0,71)   | 64 (2,52)   | 81 (3,19)   | 390 (15,35)   |
| Релативна влажност, %         | 85          | 84          | 83          | 82          | 84          | 87          | 86          | 87          | 86          | 74          | 78          | 81          | 83            |
| Сунчани сати — месечни просек | 204,6       | 192,1       | 241,8       | 264,0       | 331,7       | 339,0       | 353,4       | 337,9       | 306,0       | 275,9       | 237,0       | 204,6       | 3.288         |
| Сунчани сати — дневни просек  | 6,6         | 6,8         | 7,8         | 8,8         | 10,7        | 11,3        | 11,4        | 10,9        | 10,2        | 8,9         | 7,9         | 6,6         | 9,1           |
| Извор: Arab Meteorology Book  |             |             |             |             |             |             |             |             |             |             |             |             |               |